# 東京大環線
東京大環線是东日本旅客铁道（JR东日本）规定的，与其他铁路公司有很多结点的东京圈的环状线路群武藏野线、京叶线、南武线、横滨线的总括名称。

## 提高便利性
作为提高东京百万循环的便利性的一环，2010年（平成22年）12月4日的时刻表修改中，新设了武藏野线的大宫站直通列车，新设了南武线日时间（10:00-15:00辆）的快速列车（2011年（平成23年）3月开始实施）。2012年（平成24年）3月17日的时刻表修改中，武藏野线、南武线、横滨线实施了缓解混乱的措施。同时同日，吉川美南站也在武藏野线开业。
另外，在京叶线分别投入E233系、209系500号台，提高了京叶线的舒适度。2014年横滨线引进了E233系，也投入了南武线。